# Torpgöl (Hjorteds socken, Småland)
Torpgöl är en sjö i Västerviks kommun i Småland och ingår i Botorpsströmmens huvudavrinningsområde.